# Pasărea liră
Pasărea liră sau menurul (Menura novaehollandiae) este o specie de pasăre paseriformă insectivoră terestră din familia Menuridae, cu o lungime de 76-100 cm, întâlnită în pădurile și tufișurile umede din sud-estul Australiei, denumită după forma cozii masculului care are aspectul unei lire, când este înfoiată. Pasărea liră este mai cenușie și mai mare decât pasărea liră a lui Albert. 
Duce o viață pe sol. Scurmând cu ajutorul picioarelor puternice, își dobândește hrana constituita din râme, moluște, crustacee, insecte. În perioada împerecherii, masculul cântă și dansează ridicându-și coada. Poate imita anumite zgomote auzite sau diferite animale.